# Ilk
Ilk község Szabolcs-Szatmár-Bereg vármegyében, a Vásárosnaményi járásban.

## Fekvése
A Nyírség északkeleti részén fekszik, Vásárosnamény nyugati szomszédjában.
A közvetlen szomszédos települések: észak felől Gyüre, északkelet felől Nagyvarsány és Kisvarsány, kelet felől Vásárosnamény, délnyugat felől Nyírmada, északnyugat felől pedig Gemzse.

### Megközelítése
A Kisvárdát Vásárosnaménnyal összekötő 4108-as út mentén fekszik, ezen érhető el mindkét végponti város felől. Nyírmadával a 4107-es út köti össze.

## Története
Ilk nevét az oklevelek 1416-ban említették először Elk néven, 1463-ban már Ilk-nek írták.
1411-ben a Butkai, Ráskai és Márki osztályos családok birtoka volt. 1429-ben a Csaholyi családnak is volt itt részbirtoka. 1461-ben a Csaholyiak zálogba adták a Kendefi család tagjainak, s még 1489-ben is ők használták. 1497-ben a Butkayak új királyi adományt kaptak rá, s az övék maradt még a 16. században is.
1584-ben Lónyay István is részt kapott benne. A 17. században a Rákóczi-család birtoka volt.
1696-ban Absolon Dániel kapott rá királyi adományt.
1712-ben gróf Károlyi Sándor kapta meg a birtok legnagyobb részét. 1757-ben az Absolon birtokot a vásárosnaményi Eötvös család kapta meg.
A 19. században több földesura is volt, így a gróf Károlyi család, a Lónyay család, az Eötvös, Eördögh, Kendeffy és Toldi családok is.
A 20. század elején gróf Károlyi Lászlónak volt itt nagyobb birtoka.
Ilk határában feküdt egykor Bacsó puszta, melyre az osztályos Butkai, Ráskai, Márki és Málczai családok már 1411ben új adományt nyertek.
1426-ban Bacsó már faluként volt említve, s ekkor a Madai család is birtokosa volt.
1429-ben a Csaholyi családnak is volt itt részbirtoka.

## Közélete

### Polgármesterei
- 1990–1994: Baráth Gusztáv (független)[3]
- 1994–1998: Baráth Gusztáv (független)[4]
- 1998–2002: Baráth Gusztáv (független)[5]
- 2002–2006: Baráth Gusztáv (független)[6]
- 2006–2010: Balogh Istvánné (független)[7]
- 2010–2014: Balogh Istvánné (független)[8]
- 2014–2019: Balogh Istvánné (Fidesz-KDNP)[9]
- 2019–2024: Nagy Péter (Fidesz-KDNP)[10]
- 2024– : Nagy Péter (Fidesz-KDNP)[1]

## Népesség
A település népességének változása:
| Lakosok száma | 1237 | 1225 | 1230 | 1251 | 1214 | 1172 | 1124 |
|               | 2013 | 2014 | 2015 | 2021 | 2022 | 2023 | 2024 |

2001-ben a település lakosságának 86,5%-a magyar, 13,5%-a cigány nemzetiségűnek vallotta magát.
A 2011-es népszámlálás során a lakosok 95,3%-a magyarnak, 12,8% cigánynak, 0,2% románnak mondta magát (4,7% nem nyilatkozott; a kettős identitások miatt a végösszeg nagyobb lehet 100%-nál). A vallási megoszlás a következő volt: római katolikus 5,3%, református 72,7%, görögkatolikus 3%, felekezeten kívüli 4,4% (7,5% nem válaszolt).
2022-ben a lakosság 74,6%-a vallotta magát magyarnak, 8,7% cigánynak, 0,2% bolgárnak, 0,1-0,1% szlováknak és szerbnek, 0,9% egyéb, nem hazai nemzetiségűnek (19,6% nem nyilatkozott; a kettős identitások miatt a végösszeg nagyobb lehet 100%-nál). Vallásuk szerint 3,4% volt római katolikus, 37,6% református, 1% görög katolikus, 3% egyéb keresztény, 6,3% felekezeten kívüli (48,2% nem válaszolt).

## Nevezetességei
- Református temploma - 1840-ben épült.
- Községháza

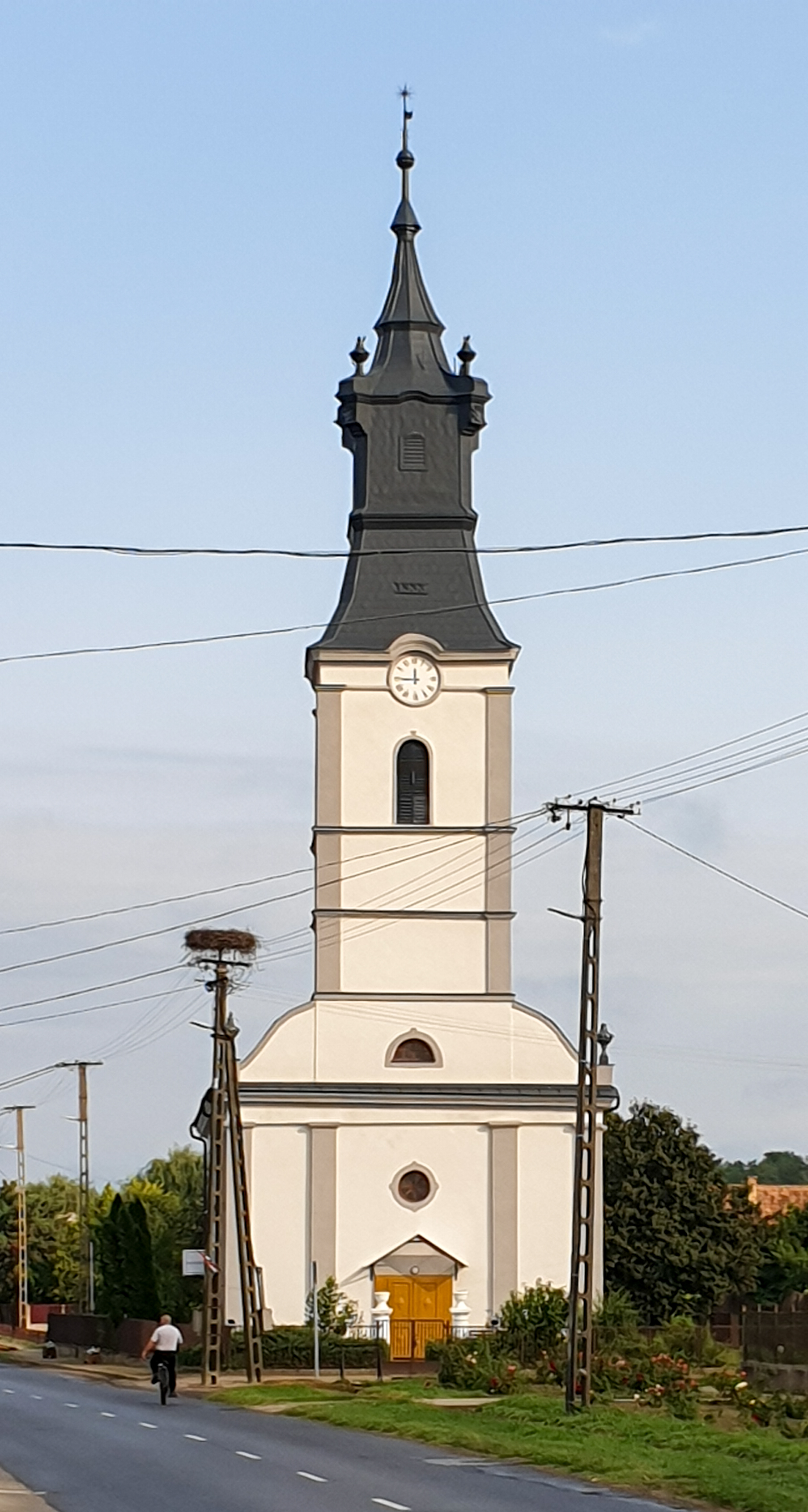
Az ilki református templom
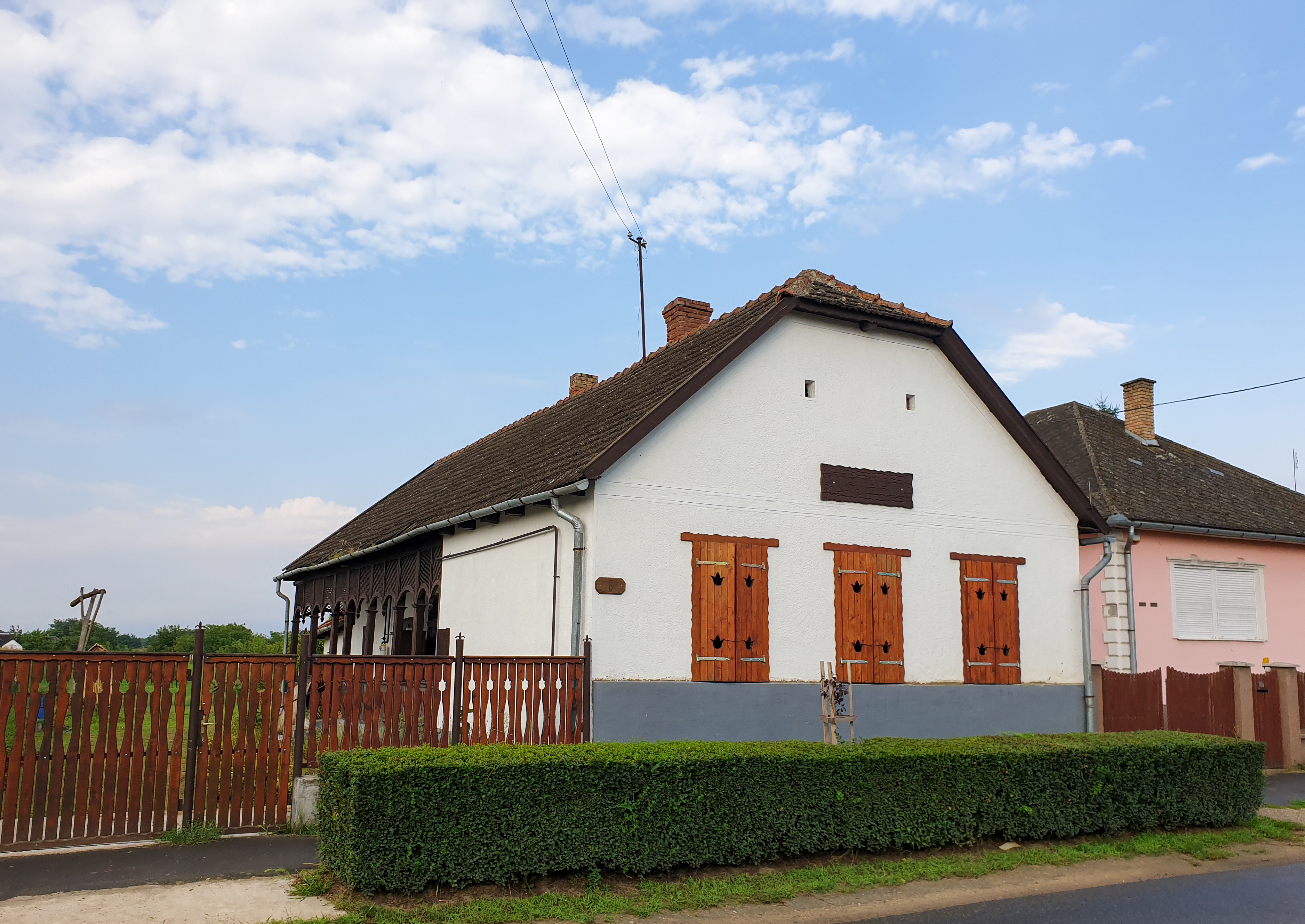
Tájház Ilkben
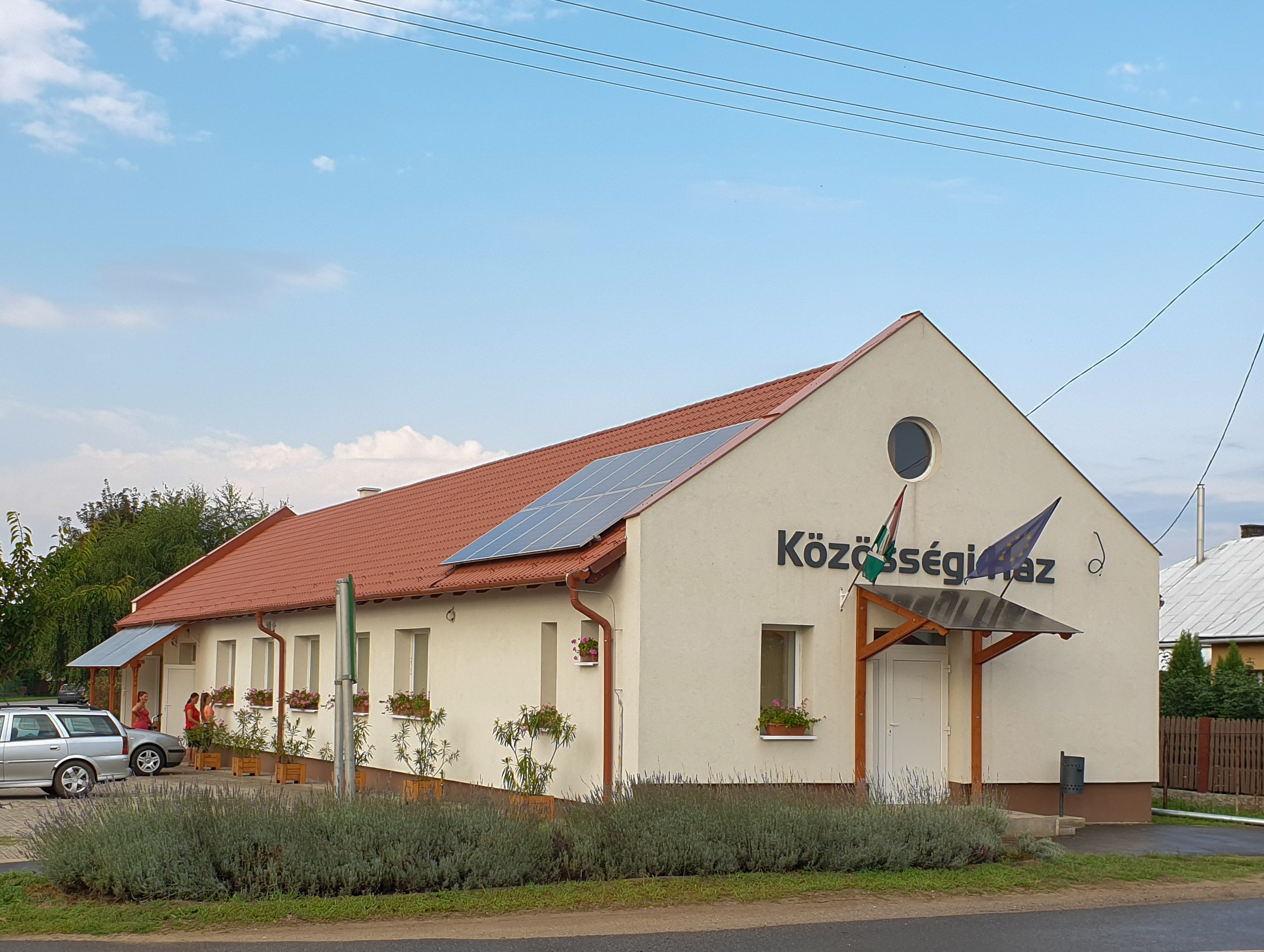
Az ilki közösségi ház
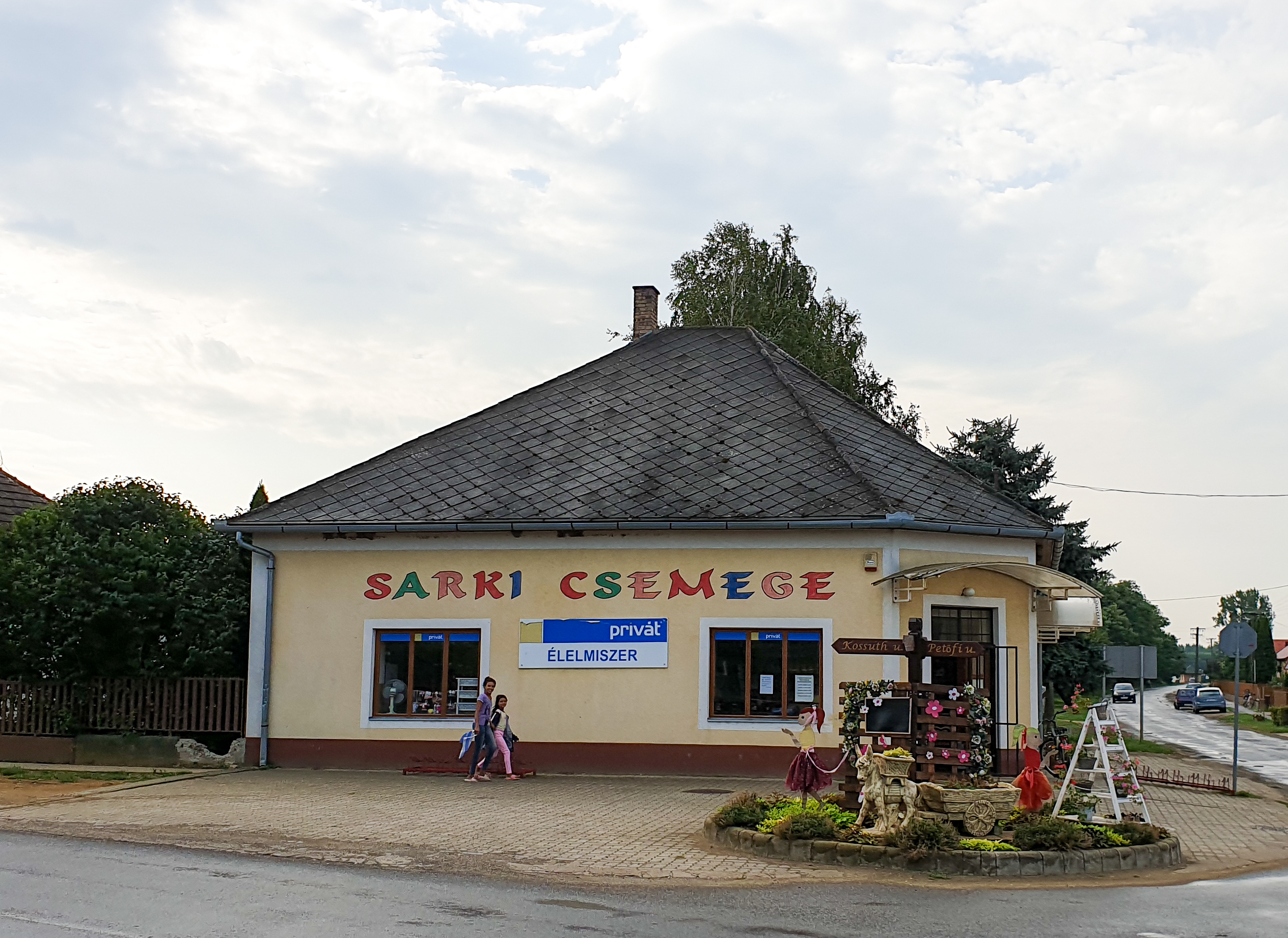
Élelmiszerüzlet, utcai dekoráció